# Lilium
Lilium és un gènere de plantes angiospermes de la família de les liliàcies (Liliaceae). Són plantes monocotiledònies molt apreciades per a usos ornamentals a causa de les seves flors.
El nom comú aplicat a les seves espècies és lliri, però aquesta denominació també s'utilitza per a referir-se a espècies d'altres famílies, com ara les iridàcies, les aràcies o les amaril·lidàcies.

## Distribució
Són plantes natives de les zones temperades de l'hemisferi nord. S'estenen per gairebé tot Europa, des del nord fins a la costa del Mediterrani, la major part d'Àsia i el Japó, al sud de les muntanyes Nilgiri a l'Índia, i al sud de les Filipines. En el continent americà la seva distribució va des del sud del Canadà a gairebé tots els Estats Units. A casa nostra, trobem dues espècies de lliris: el Lilium martagon, present a la major part d'Europa, i el Lilium pyrenaicum, que es troba a l'estatge subalpí de les comarques pirinenques de l'Alta Ribagorça, el Vallespir i la Garrotxa, i a la Vall d'Aran.

## Descripció
Són plantes vivaces herbàcies, amb un bulb esquamós, i tiges erectes que poden atènyer fins a 2 metres i mig d'altura. Les fulles són linears o el·líptiques i acostumen a tenir tres nervis, la disposició verticil"lada o alternada. Les flors, fragants en algunes espècies i pudents en d'altres, tenen sis tèpals de color, 3 pètals a l'interior i tres sèpals a l'exterior, poden ser de molts colors. Els tèpals poden prendre diferents formes, com ara embut, trompeta, tassa o cargolats cap a l'exterior. L'androceu està format per sis estams. Les flors poden ser solitàries o agrupades en inflorescències racemoses i en algun cas en umbel·la. El fruit és una càpsula.
Entre les espècies que tenen flors fragants, es poden citar Lilium martagon, "Lilium auratum", Lilium longiflorum  o Lilium formosanum, i Lilium pyrenaicum, Lilium Pomponium, Lilium carniolicum o Lilium albanicum són exemples d'exemples amb flors pudents.

## Taxonomia
Aquest gènere va ser publicat per primer cop l'any 1753 a l'obra Species Plantarum de Carl von Linné (1707-1778).

### Espècies
Dins del gènere Lilium es reconeixen les 117 espècies següents:
- Lilium akkusianum Gämperle
- Lilium albanicum Griseb.
- Lilium amabile Palib.
- Lilium amoenum E.H.Wilson ex Sealy
- Lilium apertum Franch.
- Lilium arboricola Stearn
- Lilium armenum (Miscz. ex Grossh.) Manden.
- Lilium auratum Lindl. - lliri groc[13]
- Lilium bakerianum Collett & Hemsl.
- Lilium basilissum (Farrer ex W.E.Evans) Y.D.Gao
- Lilium bolanderi S.Watson
- Lilium bosniacum (Beck) Fritsch
- Lilium brevistylum (S.Yun Liang) S.Yun Liang
- Lilium brownii Lemoinier
- Lilium bulbiferum L. - lliri safranat[13]
- Lilium callosum Siebold & Zucc.
- Lilium canadense L.
- Lilium candidum L. - lliri blanc[13]
- Lilium carniolicum Bernh. ex W.D.J.Koch
- Lilium catesbaei Walter
- Lilium cernuum Kom.
- Lilium chalcedonicum L. - lliri constantí[13]
- Lilium ciliatum P.H.Davis
- Lilium columbianum Leichtlin
- Lilium concolor Salisb.
- Lilium davidii Duch. ex Elwes
- Lilium debile Kittlitz
- Lilium distichum Nakai ex Kamib.
- Lilium duchartrei Franch.
- Lilium eupetes J.M.H.Shaw
- Lilium fargesii Franch.
- Lilium floridum J.L.Ma & Yan J.Li
- Lilium formosanum A.Wallace
- Lilium georgei (W.E.Evans) Sealy
- Lilium gongshanense (Y.D.Gao & X.J.He) Y.D.Gao
- Lilium grayi S.Watson
- Lilium hansonii Leichtlin ex D.D.T.Moore
- Lilium henrici Franch.
- Lilium henryi Baker
- Lilium humboldtii Leichtlin
- Lilium iridollae M.G.Henry
- Lilium jankae A.Kern.
- Lilium japonicum Thunb. ex Houtt.
- Lilium kelleyanum Lemmon
- Lilium kelloggii Purdy
- Lilium kesselringianum Miscz.
- Lilium lalashanense S.S.Ying
- Lilium lancifolium Thunb.
- Lilium lankongense Franch.
- Lilium ledebourii (Baker) Boiss.
- Lilium leichtlinii Hook.f.
- Lilium leucanthum (Baker) Baker
- Lilium linearifolianum S.S.Ying
- Lilium longiflorum Thunb. - telègraf blanc[13]
- Lilium lophophorum (Bureau & Franch.) Franch.
- Lilium mackliniae Sealy
- Lilium maculatum Thunb.
- Lilium maritimum Kellogg
- Lilium martagon L. - marcòlic[13]
- Lilium matangense J.M.Xu
- Lilium medeoloides A.Gray
- Lilium medogense S.Yun Liang
- Lilium meleagrina (Franch.) Y.D.Gao
- Lilium michauxii Poir.
- Lilium michiganense Farw.
- Lilium monadelphum Adams
- Lilium nanum Klotzsch
- Lilium nepalense D.Don
- Lilium nobilissimum (Makino) Makino
- Lilium occidentale Purdy
- Lilium oxypetalum (D.Don) Baker
- Lilium papilliferum Franch.
- Lilium paradoxum Stearn
- Lilium pardalinum Kellogg
- Lilium pardanthinum (Franch.) Y.D.Gao
- Lilium parryi S.Watson
- Lilium parvum Kellogg
- Lilium pensylvanicum Ker Gawl.
- Lilium philadelphicum L.
- Lilium philippinense Baker
- Lilium pinifolium L.J.Peng
- Lilium poilanei Gagnep.
- Lilium polyphyllum D.Don
- Lilium pomponium L. - lliri blanc[13]
- Lilium ponticum K.Koch
- Lilium primulinum Baker
- Lilium procumbens Aver. & N.Tanaka
- Lilium pumilum Redouté
- Lilium pyi H.Lév.
- Lilium pyrenaicum Gouan - llirga[13]
- Lilium pyrophilum M.W.Skinner & Sorrie
- Lilium regale E.H.Wilson
- Lilium rhodopeum Delip.
- Lilium rosthornii Diels
- Lilium rubellum Baker
- Lilium rubescens S.Watson
- Lilium saluenense (Balf.f.) S.Yun Liang
- Lilium sargentiae E.H.Wilson
- Lilium sealyi Y.D.Gao
- Lilium sempervivoideum H.Lév.
- Lilium sherriffiae Stearn
- Lilium souliei (Franch.) Sealy
- Lilium speciosum Thunb.
- Lilium stewartianum Balf.f. & W.W.Sm.
- Lilium sulphureum Baker ex Hook.f.
- Lilium superbum L.
- Lilium synapticum (Sealy) Y.D.Gao
- Lilium szovitsianum Fisch. & Avé-Lall.
- Lilium taliense Franch.
- Lilium tenii H.Lév.
- Lilium tianschanicum N.A.Ivanova ex Grubov
- Lilium tsingtauense Gilg
- Lilium ukeyuri Veitch ex R.Hogg
- Lilium wallichianum Schult. & Schult.f.
- Lilium wardii Stapf ex F.C.Stern
- Lilium washingtonianum Kellogg
- Lilium yapingense Y.D.Gao & X.J.He

### Híbrids
S'han descrit els següents híbrids naturals:
- Lilium × elegans Thunb.
- Lilium × shimenianum S.S.Ying

### Sinònims
Els següents noms científics són sinònims homotípics de Lilium:
- Lirium Scop.
- Martagon Wolf
- Martagon (Rchb.) Opiz
- Nomocharis Franch.

## Usos
Els lliris han estat conreats des de molt antic a l'Àsia, primer per les seves propietats medicinals, ja al segon mil·lenni abans de Crist, i com a aliment, i més tard, també com a planta ornamental, ja en temps dels antics grecs. A Catalunya es conrea el lliri blanc com a planta ornamental des de l'edat mitjana. Avui dia és una de les plantes ornamentals més cultivada, la producció més important de bulbs, destinats a l'obtenció de flors, es fa als Països Baixos que dediquen més de 5.000 ha a aquesta activitat, mentre que els principals productors de flor tallada són els Països Baixos, Els Estats Units, el Japó i la Xina. Segons les estadístiques, la cooperativa Royal FloraHolland, líder en la venda de flors al món, va vendre més de 270 milions de lliris l'any 2020, essent la cinquena flor que més es va vendre, per darrere de les roses, les tulipes, els crisantems i les gerberes.

## Cultura
Culturalment, el lliri blanc (Lilium candidum) s'associa a la puresa, la castedat i la virginitat. L'Església Catòlica ho considera un símbol de puresa, les representacions medievals de la mare de Déu sovint incloïen lliris blancs. També s'associa el lliri a Josep de Natzaret i a la figura d'Antoni de Pàdua.
En heràldica, la flor de lis ha estat considerada com un lliri, més aviat seria una versió estilitzada d'una flor d'Iris. És una qüestió discutida, l'assumpció de que la flor de lis seria un lliri va portar el Parlament del Quebec a decretar, el 1963, que la flor de lis de la seva bandera i escut d'armes era un lliri blanc (Lilium candidum), aixecant una certa controvèrsia. Anys més tard, el 1999, seria substituït i s'adoptaria l'Iris versicolor, una planta del gènere Iris nativa del Canadà. També al Canadà, l'escut de la província de Saskatchewan conté lliris, de l'espècie Lilium philadelphicum. Als Estats Units d'Amèrica hi ha l'estat de Carolina del Nord, que té com a flor oficial un lliri local, Lilium michauxii. L'espècie Lilium mackliniae és la flor oficial de l'estat indi de Manipur.

## Galeria

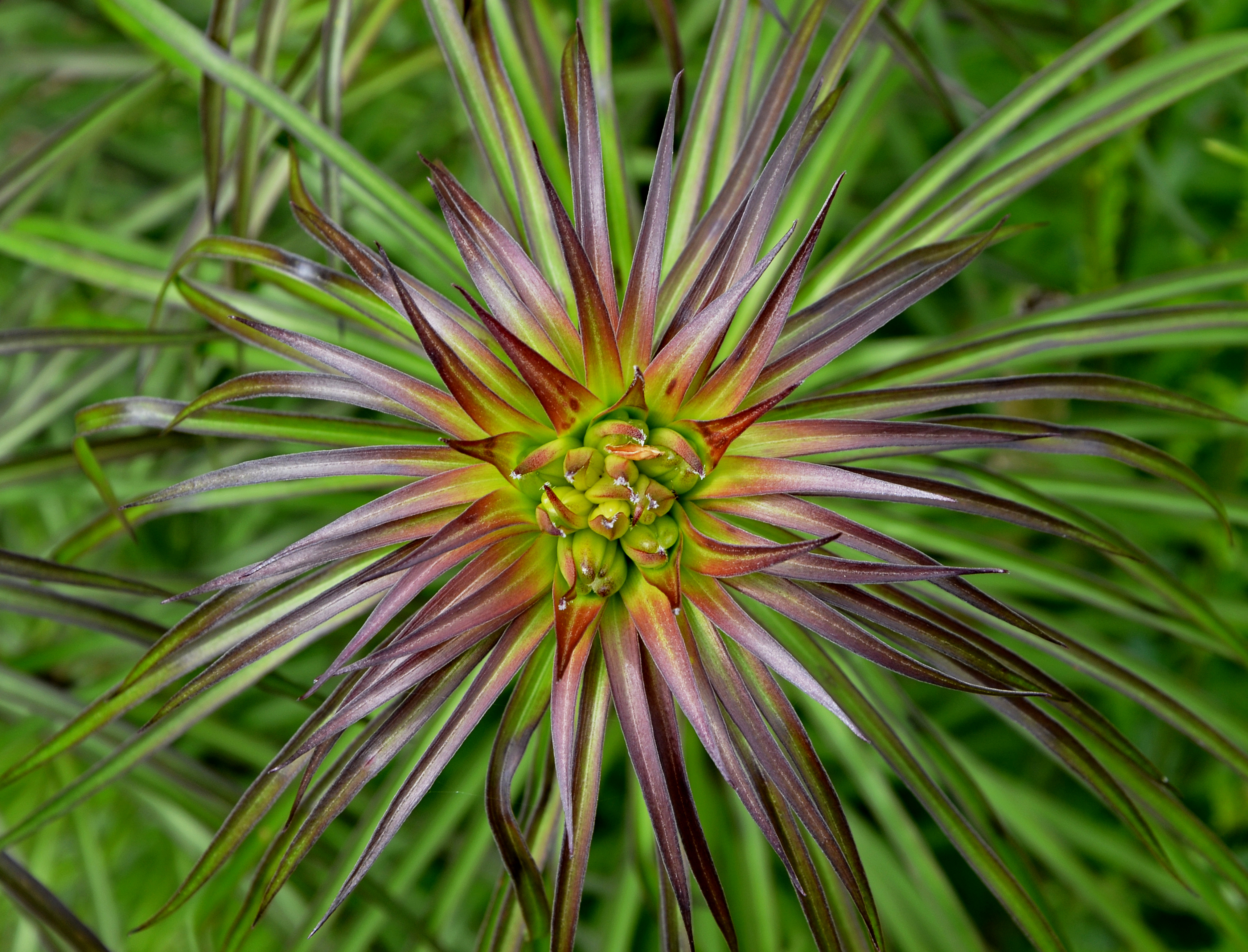
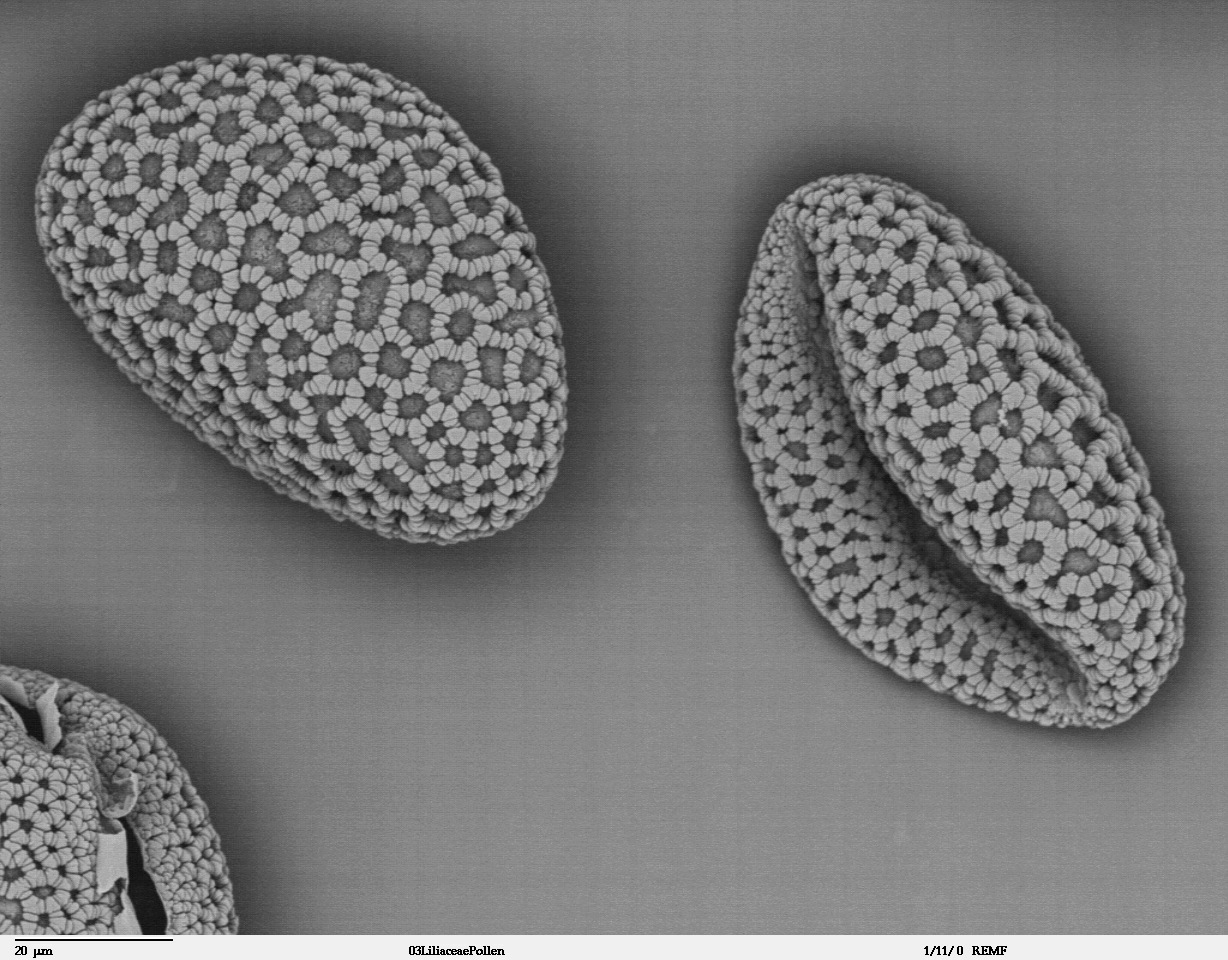
Pol·len de Lilium auratum (Lliri Oriental) al microscopi electrònic
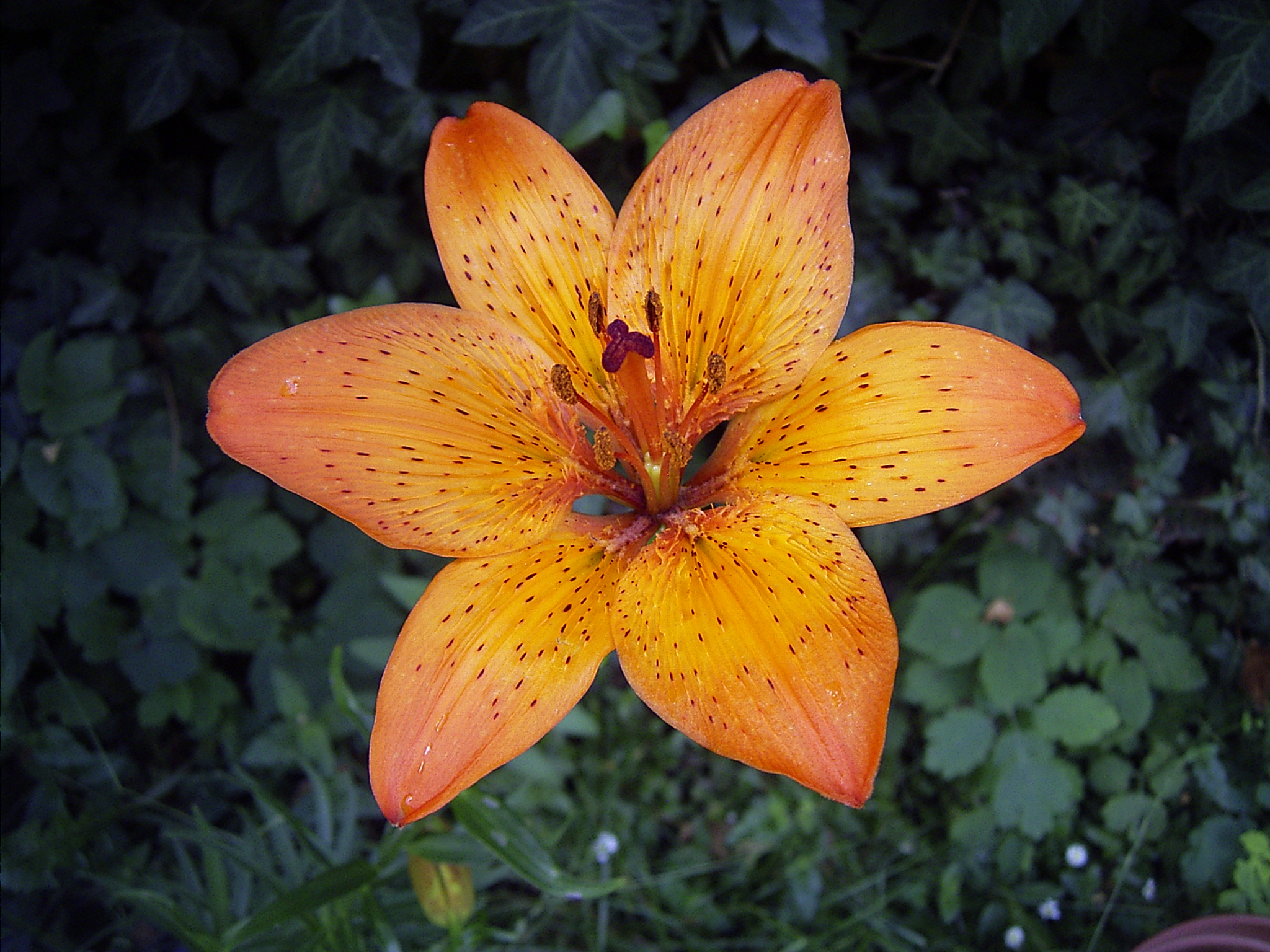
Lilium bulbiferum ssp. croceum
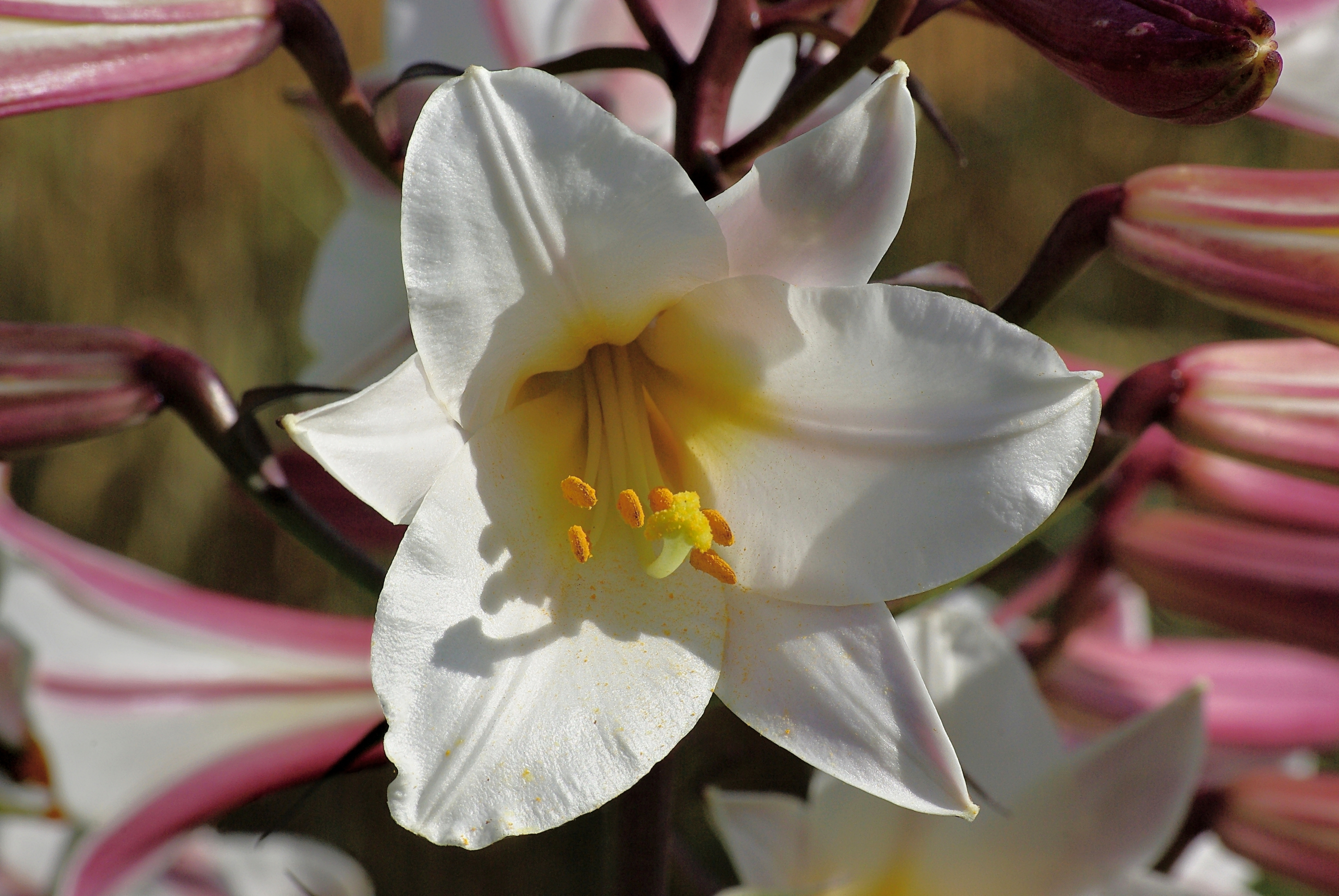
Lilium regale
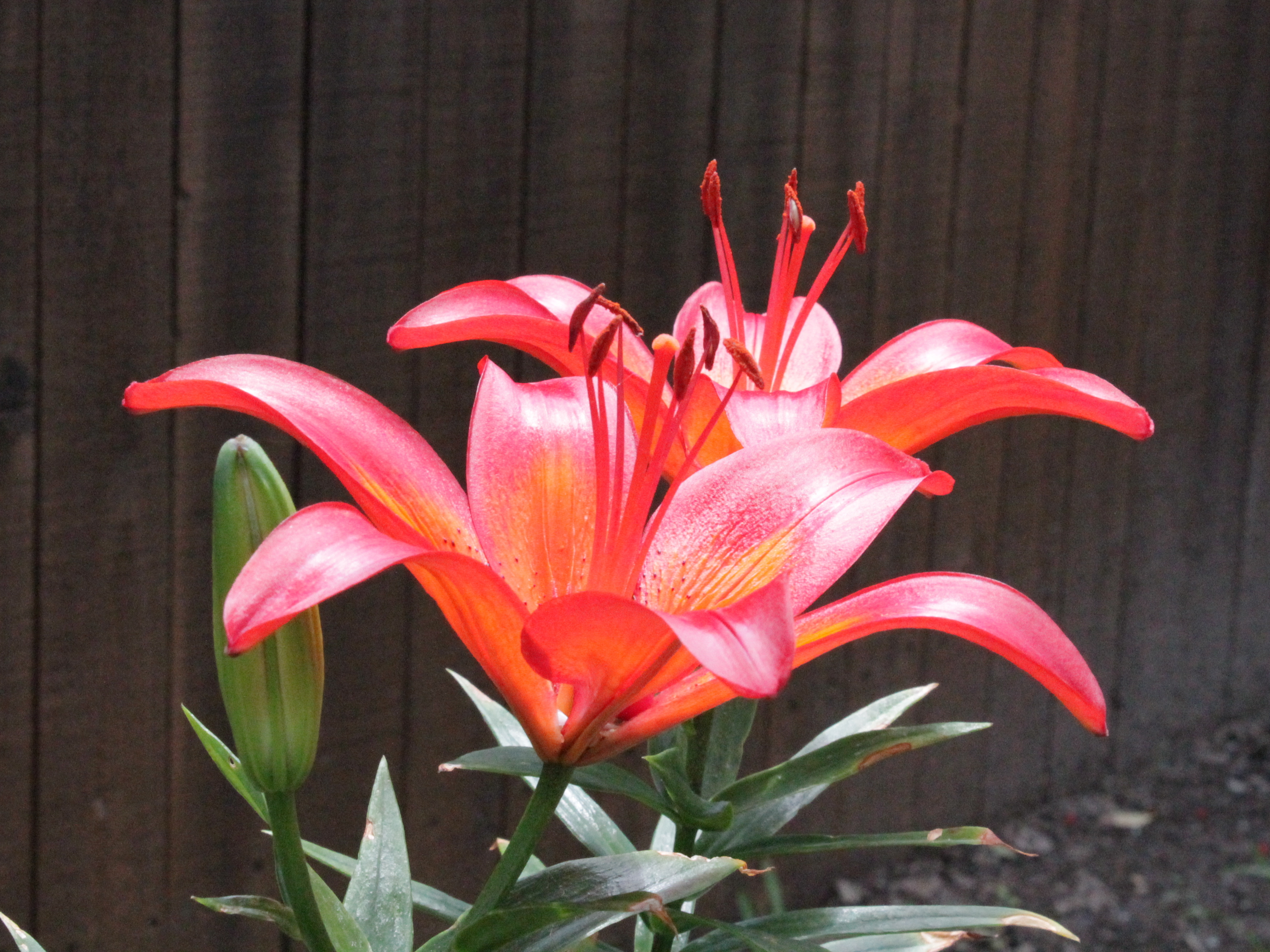
Lilium 'Matrix'